# Ctenomys famosus
Ctenomys famosus is een zoogdier uit de familie van de kamratten (Ctenomyidae). De wetenschappelijke naam van de soort werd voor het eerst geldig gepubliceerd door Thomas in 1920.

## Voorkomen
De soort komt voor in Argentinië.